# Тэрамото, Юкика
Юкика Тэрамото (яп. 寺本 來可 Тэрамото Юкика, род. 16 февраля 1993 года, Сидзуока), известна под псевдонимом Yukika (кор. 유키카, яп. ユキカ) — японская и южнокорейская певица, актриса, фотомодель и сэйю.

## Карьера

### Сольный дебют
Юкика начала свою сольную карьеру с дебюта в Южной Корее, как музыканта, выпустив сингл «Neon» 22 февраля 2019 года при поддержке лейбла Estimate Entertainment. Сингл транслировал концепт «новой ретро-девочки», который базировался на сити-поп жанре. 9 июля 2019 года Юкика выпустила свой второй сингл «Cherries Jubiles». 8 июля 2020 года Юкика выпустила сингл «Yesterday», который предшествовал её первому полноформатному сольному альбому Soul Lady. Soul Lady был выпущен 21 июля 2020 года, включая одноимённый заглавный трек.
30 ноября 2020 года Юкика сообщила о расторжении контракта с Estimate Entertainment. Спустя месяц стало известно, что Юкика подписала контракт с Ubuntu Entertainment, новым лейблом, который основал её бывший менеджер.
В феврале 2021 Ubuntu Entertainment анонсировали возвращение Юкики с её первым мини-альбомом, в начале 2021 года. 2 марта того же года певица выпустила предрелизный сингл «Lovemonth», который предшествовал её скоро выходящему мини-альбому Timeabout,. Timeabout, вышел 7 апреля 2021 года вместе с музыкальным клипом на заглавный сингл альбома «Insomnia».
20 сентября 2021 года Юкика выпустила сингл «Loving You». 29 сентября Юкика дебютирует в японской музыкальной индустрии с японской версией «Insomnia», после чего, выпускает свой второй японский сингл «Tokyo Lights».
23 июня 2022 года Юкика выпустила корейский сингл «Scent», спродюсированный южнокорейскими композиторами Jade и SpaceCowboy, а текстом песни занимался южнокорейский автор Myuji.

## Личная жизнь
23 апреля 2022 года Ubuntu Entertainment сообщили в пресс-релизе, что Юкика Тэрамото вскоре выйдет замуж за незнаменитого южнокорейского молодого человека. 1 июля 2022 года Юкика на своём личном Youtube-канале сообщила, что её возлюбленный, за которого она уже вышла замуж, — это Ким Минхёк, бывший участник корейского бой-бэнда MAP6.

## Дискография

### Студийные альбомы
| Название  | Детали | Высшие позиции в чартах | Продажи      |
| --------- | --- | ----------------------- | ------------ |
| Soul Lady | - Выпущен: 21 июля 2020 - Лейблы: Estimate Entertainment, Dreamus - Форматы: Компакт-диск, цифровая дистрибуция, стриминг | 8                       | - KOR: 7,563 |

### Мини-альбомы
| Название   | Детали | Высшие позиции в чартах | Продажи      |
| ---------- | --- | ----------------------- | ------------ |
| Timeabout, | - Выпущен: 7 апреля 2021 - Лейблы: Ubuntu Entertainment, YG Plus - Форматы: Компакт-диск, цифровая дистрибуция, стриминг | 35                      | - KOR: 8,446 |

## Награды и номинации
| Премия              | Год  | Номинация         | Номинант    | Результат | Ист.   |
| ------------------- | ---- | ----------------- | ----------- | --------- | ------ |
| Korean Music Awards | 2021 | Лучший поп-альбом | Soul Lady   | Номинация | [ 19 ] |
| Korean Music Awards | 2021 | Лучшая поп-песня  | «Soul Lady» | Номинация | [ 19 ] |